# Bahnradsport-Weltmeisterschaften 1984
Die Bahnradsport-Weltmeisterschaften 1984 fanden im August 1984 in Barcelona statt.
Weil im selben Jahr die Olympischen Spiele in Los Angeles ausgetragen wurden, standen nur die nicht-olympischen Disziplinen auf dem Programm, sieben für Männer, zwei für Frauen.

## Resultate

### Frauen
| Disziplin                | Platz | Land               | Athlet            |
| ------------------------ | ----- | ------------------ | ----------------- |
| Sprint                   | 1     | Vereinigte Staaten | Connie Paraskevin |
|                          | 2     | Sowjetunion        | Erika Salumäe     |
|                          | 3     | Nordkorea          | Zhou Syuine       |
| Einerverfolgung (3000 m) | 1     | Vereinigte Staaten | Rebecca Twigg     |
|                          | 2     | Frankreich         | Jeannie Longo     |
|                          | 3     | Italien            | Rossella Galbiati |

### Männer

#### Profis
| Disziplin                | Platz | Land                   | Athlet                                 |
| ------------------------ | ----- | ---------------------- | -------------------------------------- |
| Sprint                   | 1     | Japan                  | Koichi Nakano                          |
|                          | 2     | Italien                | Ottavio Dazzan                         |
|                          | 3     | Frankreich             | Yavé Cahard                            |
| Keirin                   | 1     | Schweiz                | Robert Dill-Bundi                      |
|                          | 2     | Italien                | Ottavio Dazzan                         |
|                          | 3     | Schweiz                | Urs Freuler                            |
| Einerverfolgung (5000 m) | 1     | Dänemark               | Hans-Henrik Ørsted                     |
|                          | 2     | Vereinigtes Königreich | Tony Doyle                             |
|                          | 3     | Belgien                | Jean-Luc Vandenbroucke                 |
| Punktefahren (50 km)     | 1     | Schweiz                | Urs Freuler                            |
|                          | 2     | Australien             | Gary Sutton                            |
|                          | 3     | BR Deutschland         | Henry Rinklin                          |
| Steherrennen             | 1     | BR Deutschland         | Horst Schütz (hinter Christian Dippel) |
|                          | 2     | Schweiz                | Max Hürzeler (hinter Ueli Luginbühl)   |
|                          | 3     | Belgien                | Constant Tourné (hinter Jos De Bakker) |

#### Amateure
| Disziplin    | Platz | Land           | Athlet                                    |
| ------------ | ----- | -------------- | ----------------------------------------- |
| Tandem       | 1     | BR Deutschland | Frank Weber/Hans-Jürgen Greil             |
|              | 2     | Frankreich     | Philippe Vernet/Franck Dépine             |
|              | 3     | Italien        | Vincenzo Ceci/Gabriele Sella              |
| Steherrennen | 1     | Niederlande    | Jan de Nijs (hinter Bruno Walrave)        |
|              | 2     | Italien        | Roberto Dotti (hinter Domenico De Lillo)  |
|              | 3     | BR Deutschland | Ralf Stambula (hinter Ehrenfried Rudolph) |

## Medaillenspiegel
|    | Nation             |   |   |   | Gesamt |
| -- | ------------------ | - | - | - | ------ |
| 1  | Schweiz            | 2 | 1 | 1 | 4      |
| 2  | BR Deutschland     | 2 |   | 2 | 4      |
| 3  | Vereinigte Staaten | 2 |   |   | 2      |
| 4  | Japan              | 1 |   |   | 1      |
| 4  | Dänemark           | 1 |   |   | 1      |
| 4  | Niederlande        | 1 |   |   | 1      |
| 7  | Italien            |   | 3 | 2 | 5      |
| 8  | Frankreich         |   | 2 | 1 | 3      |
| 9  | Australien         |   | 1 |   | 1      |
| 9  | Großbritannien     |   | 1 |   | 1      |
| 9  | Sowjetunion        |   | 1 |   | 1      |
| 12 | Belgien            |   |   | 2 | 2      |
| 13 | Nordkorea          |   |   | 1 | 1      |